# Тубаляс
Тубаляс - название рода в составе башкир племени Кувакан.

## Родовой состав
Родовые подразделения (ара): актамак-кувакан, калмак, какаш-мукэш, кудей, кыргыз, монгол, эрэстэн, сюмэй, сюмэй гундар,  гунбык, тэштэк, узбек).

## Этноним
Народная этимология объясняет этноним 'тубэляс' в значении - 'уделы' на башкирском языке.

## Этническая история
Башкиры куваканского рода тюбеляс или тубалас (по С.Мирасову — тубэс) одним из своих предков считают Таймас-бия, земли которого находились «в Алтайских горах». По этим же рассказам, еще в конце XIX в. у тубеляс-куваканцев не прерывались связи с сородичами, которые уговаривали их «вернуться на родину» на Алтай. Предания дополняются весьма выразительной этнонимией. Куваканские родовые названия кыркуле (кыркуйле) и кырктар, как упоминалось, имеют аналогии на Алтае, в частности у челканцев. Зарегистрирован в составе куваканцев и этноним монгол. Но особенно поразительно сохранение у двух подразделений рода тюбеляс названий hунн. При этом старики-информаторы, рассказывая предания, подчеркивают:   «наш род из хуннов»   (беҙҙең ырыубыҙ hундарҙан).